# Héctor González Martínez
Héctor González Martínez (* 28. März 1939 in Miguel Auza) ist emeritierter Erzbischof von Durango.

## Leben
Héctor González Martínez empfing am 14. Juni 1975 die Priesterweihe.
Papst Johannes Paul II. ernannte ihn am 9. Februar 1982 zum Bischof von Campeche. Der Erzbischof von Durango, Antonio López Aviña, spendete ihm am 24. März desselben Jahres die Bischofsweihe; Mitkonsekratoren waren Manuel Castro Ruiz, Erzbischof von Yucatán, und Arturo Antonio Szymanski Ramírez, Bischof von Tampico.
Am 4. Februar 1988 wurde er zum Koadjutorerzbischof von Antequera, Oaxaca ernannt und am 5. April desselben Jahres in das Amt eingeführt. Nach der Emeritierung Bartolomé Carrasco Briseños folgte er ihm am 4. Oktober 1993 als Erzbischof von Antequera, Oaxaca nach.
Am 11. Februar 2003 wurde er zum Erzbischof von Durango ernannt und am 26. Februar desselben Jahres in das Amt eingeführt.
Papst Franziskus nahm am 26. September 2014 seinen altersbedingten Rücktritt an.